# چکامه (اینترنت)
چکامه، رسانه و سرویس اینترنتی موسیقی ایرانی است، که با هدف ترویج فرهنگ استفاده از شعر و موسیقی ایرانی در زندگی روزمره جامعه، از سال ۱۳۹۱ راه‌اندازی شد. رسانهٔ چکامه تا کنون رویداد برگزیده موسیقی ایرانی را پوشش داده و مصاحبه‌های اختصاصی با هنرمندان برجسته موسیقی ایرانی نیز داشته‌است.

## وبسایت و اپلیکیشن چکامه
اپلیکیشن چکامه، برنده جایزه مردمی اولین جشنواره نرم‌افزارهای موبایل ایران در بخش موسیقی شد و طی ۴ سال متوالی از سال ۹۲ تا ۹۶، به عنوان ۵ وب‌سایت برگزیده موسیقی در جشنواره وب ایران شناخته شده‌است.

## بازنشر محتوای چکامه در صفحه رسمی هنرمندان
چکامه، با شعار «موسیقی را زیباتر ببینیم…» جز اولین مجموعه‌هایی‌ست که از سال ۹۲، طراحی و انتشار ویدیوهای اختصاصی گرافیکی-نستعلیق موسیقی‌های ایران را آغاز کرد و ویدیوهای ساخته شده، در صفحات رسمی هنرمندان برجسته ایرانی (همایون شجریان، پرویز پرستویی، ابی، علیرضا قربانی، پرواز همای، سالار عقیلی، هژیر مهرافروز و …) نیز بازنشر شده‌است.

## برند رسمی
فؤاد معماریان، مؤسس و مدیریت مجموعه چکامه را برعهده دارد.
چکامه، در سال ۱۳۹۸ با مجوزهای لازم، به ثبت برند رسمی در سازمان ثبت اسناد و املاک کشور رسید.
تمامی مالکیت و دارایی‌های (مادی، معنوی، بستانکاری، بدهکاری و …) مجموعه چکامه در ۱۳ تیرماه ۱۴۰۱، از مالکیت و مسئولیت فؤاد معماریان خارج شده‌است و به گروه دیگر واگذار شده‌است.

## آثار هنری چکامه
از اصلی‌ترین فعالیت‌های مجموعه چکامه برای ترویج استفاده شعر پارسی در جامعه، می‌توان به تولید محصولاتی با طرح‌های گرافیکی اختصاصی در این زمینه اشاره کرد؛ که تا کنون بیش از بیست هزار محصول در سراسر دنیا به دست علاقمندان این حوزه رسیده‌است.

## ناشر
چکامه، به عنوان ناشر بین‌اللملی آثار موسیقی بعضی هنرمندان نیز شناخته می‌شود.